# Quận Haralson, Georgia
Quận Haralson là một quận trong tiểu bang Georgia, Hoa Kỳ. Quận lỵ đóng ở thành phố Buchanan 6. Theo điều tra dân số năm 2010 của Cục điều tra dân số Hoa Kỳ, quận có dân số 28.780 người 2.